# Myrsíni (Lassithi)
Myrsíni, en grec moderne : Μυρσίνη est un village du dème de Sitía, en Crète, en Grèce. Selon le recensement de 2011, la population de Myrsíni compte 147 habitants. Le village est situé à une altitude de 330 m et à une distance de 25 km de Sitía.

## Recensements de la population
| Recensements | 1900 | 1920 | 1928 | 1940 | 1951 | 1961 | 1971 | 1981 | 1991 | 2001 | 2011 |
| ------------ | ---- | ---- | ---- | ---- | ---- | ---- | ---- | ---- | ---- | ---- | ---- |
| Population   | 358  | 366  | 339  | 402  | 343  | 317  | 277  | 261  | -    | 193  | 147  |